# Scirtidae
Die Scirtidae sind eine Familie der Käfer innerhalb der Überfamilie Scirtoidea. Einen allgemein verbreiteten deutschen Namen besitzt die Familie nicht, gelegentlich verwendete Namen sind Sumpfkäfer, Sumpffieberkäfer, Jochkäfer oder Schlammkäfer. Die weltweit verbreitete Familie umfasst etwa 1300 Arten, wobei aber die Fauna zahlreicher Regionen bisher kaum erforscht ist. In Mitteleuropa sind 26 Arten in 8 Gattungen bekannt.

## Merkmale
Es handelt sich um relativ kleine Käfer von 1,5 bis 12 Millimetern Körperlänge mit mehr oder weniger langgestreckt ovalem, geschlossenem Körperumriss und in der Regel feiner Behaarung. Sie sind in der Regel zart und relativ weich sklerotisiert und unauffällig dunkel, bräunlich oder gelblich gefärbt, ohne markante Zeichnung. Der meist etwas nach unten geneigte Kopf trägt elfgliedrige Antennen, die Antennenglieder sind bei einigen Gattungen erweitert (gesägte oder gekämmte Antennen). Die Augen sind meist relativ groß und ragen aus der Kopfkontur heraus. Der Halsschild ist in der Regel kürzer als breit. Die Flügeldecken sind glatt ohne Punktreihen oder Punktstreifen und bedecken den Hinterleib vollständig. Auf der Bauchseite sind fünf Sternite sichtbar. Die Tarsen der Beine sind fünfgliedrig, meist ist das vierte Glied auffällig vergrößert und oft zweilappig. Einige Gattungen mit vergrößerten Schenkeln (Femora) und auffallend verlängerten Tibienspornen besitzen Sprungvermögen (z. B. Gattung Scirtes).

## Larven
Die Larven sind langgestreckt, entweder mit parallelseitigen oder an den Seiten blattförmig erweiterten Körpersegmenten („asselförmiger“ Körperumriss). Die Körperoberfläche ist in der Regel sowohl auf der Ober- wie auch auf der Unterseite deutlich sklerotisiert und dunkel gefärbt oder gezeichnet. Der große Kopf wird nach vorn vorgestreckt. Die langen, gleichförmig geringelten Antennen mit zahlreichen Antennengliedern sind bemerkenswert, entsprechend lange Antennen sind bei Käferlarven sonst nicht vorhanden. Die Zahl der Antennenglieder ist auffallenderweise nicht konstant, sondern erhöht sich bei jedem der fünf Larvenstadien. Ansonsten weisen die Larvenstadien, von der Größe abgesehen, kaum Unterschiede auf. Der Kopf trägt ansonsten stark vergrößerte und dicht behaarte Maxillen, um Nahrungspartikel zusammenzukehren und zur Mundöffnung zu befördern. Sie werden dazu in einer regelmäßigen Bewegung nach außen geschwungen und wieder eingeholt. Der Hypopharynx trägt ebenfalls Filterborsten, die helfen, überschüssiges Wasser abzuscheiden.
Der übrige Körper ist relativ gleichförmig gegliedert, der Halsschild (Pronotum) kaum länger als die folgenden Rumpfsegmente. Die drei Beinpaare sind relativ lang. Der Hinterleib besitzt acht oder neun freie, erkennbare Segmente. Am Abdomenende sitzt in der Regel eine erweiterte Atemkammer, die aus den Tergiten acht und neun gebildet wird und ein Paar vergrößerte Stigmen enthält. Die Larven sind Luftatmer und müssen zur Sauerstoffaufnahme regelmäßig an die Wasseroberfläche kommen.

## Lebensweise
Bei allen Scirtidae sind die Larven wasserlebend, die Imagines landlebend, meist in Gewässernähe. Nur einige außereuropäische Gattungen leben als Larven ausnahmsweise auch in wassergesättigtem Boden oder durchnässtem Totholz. Die Larven besiedeln eine Vielzahl unterschiedlicher Gewässertypen, von Quellen und Bächen bis hin zu Tümpeln und Seen. Besonders in Quellabflüssen und Waldbächen können sie sehr hohe Individuendichten erreichen und zu den häufigsten Arten des Makrozoobenthos gehören. Da sie Luftatmer sind, meiden sie aber tiefe Wasserkörper und sehr große Gewässer. Alle Larven sind bodenlebend und besitzen kein Schwimmvermögen. Die Larven einiger Arten wurden gelegentlich im Grundwasser beobachtet, es existieren aber, soweit bekannt, keine darauf spezialisierten Arten. Zahlreiche Arten sind Spezialisten für Wasseransammlungen in Hohlräumen von Pflanzen, z. B. in den Blattachseln von Bromeliengewächsen (Phytotelmen). Die Larve des mitteleuropäischen Prionocyphon serricornis lebt z. B. ausschließlich in den Wasseransammlungen in Astlöchern und Wurzelnischen alter Laubbäume. Die Larven der mitteleuropäischen Arten findet man vor allem in Ansammlungen von Falllaub am Gewässergrund (die abgeplatteten Arten), oder im Lückensystem der Gewässersohle, dem Interstitial (die langgestreckten Arten). Sie leben meist verborgen (negativ phototaktisch). Alle Arten ernähren sich von feiner organischer Substanz (Detritus). Über die Nahrungsaufnahme der Imagines ist fast nichts bekannt.

## Lebenszyklus
Die mitteleuropäischen Arten besitzen in der Regel eine Generation pro Jahr (univoltin). Es kommen sowohl Larval- wie auch Imaginalüberwinterer vor. Bei den Larvalüberwinterern überwintert das zweite oder dritte Larvenstadium, die Verpuppung erfolgt im August des folgenden Jahres. Die verpuppungsbereiten Larven verlassen das Wasser, meist graben sie in unmittelbarer Ufernähe eine Erdhöhle als Puppenwiege, sie verpuppen sich ohne Hülle oder Gespinst. Bei einigen Arten erfolgt die Verpuppung ausnahmsweise auch im Wasser. Die Puppenruhe ist sehr kurz (2 bis 4 Tage), auch die Lebensdauer der Imagines ist bei den Larvalüberwinterern sehr kurz.

## Systematik
Gemeinsam mit den Familien Clambidae, Decliniidae und Eucinetidae bilden die Scirtidae die Überfamilie Scirtoidea. Die Stellung der Scirtoidea ist sehr umstritten. Die traditionelle Einordnung in die Unterordnung Elateriformia, meist als Schwestergruppe der Dascilloidea, wird von den meisten Bearbeitern auf Basis der Morphologie gestützt. Die Familie weist aber zahlreiche ursprüngliche (plesiomorphe) Merkmale auf. In molekularen Studien (aufgrund homologer DNA-Sequenzen) ergab sich vielfach eine sehr basale Position der Scirtoidea, die demnach die ursprünglichsten Polyphaga, und Schwestergruppe aller übrigen, wären. Eine ähnliche Position war auch auf morphologischer Basis (Geäder der Hinterflügel) schon erwogen worden, wird aber von den meisten Systematikern abgelehnt.
Innerhalb der Scirtidae werden drei Unterfamilien anerkannt.
- Nipponocyphoninae (eine Art, Japan)
- Stenocyphoninae (eine Art, Chile)
- Scirtinae (die übrigen Arten)

Auswahl
- Cyphon

- Cyphon coarctatus

Wissenschaftliche Synonyme für Scirtidae sind Helodidae, Elodidae und Cyphonidae.